# Pearl Bailey
Pearl Mae Bailey (ur. 29 marca 1918 w Newport News, zm. 17 sierpnia 1990 w Filadelfii) – amerykańska aktorka filmowa i telewizyjna, oraz wokalistka.

## Wyróżnienia
Ma gwiazdę w hollywoodzkiej Alei Gwiazd.